# Municipio de Hempfield (condado de Mercer)
El municipio de Hempfield  (en inglés: Hempfield Township) es un municipio ubicado en el condado de Mercer en el estado estadounidense de Pensilvania. En el año 2000 tenía una población de 4.004 habitantes y una densidad poblacional de 109.0 personas por km².

## Geografía
El municipio de Hempfield se encuentra ubicado en las coordenadas 41°25′00″N 80°22′35″O / 41.41667, -80.37639.

## Demografía
Según la Oficina del Censo en 2000 los ingresos medios por hogar en la localidad eran de $38,396 y los ingresos medios por familia eran $47,008. Los hombres tenían unos ingresos medios de $35,183 frente a los $21,615 para las mujeres. La renta per cápita para la localidad era de $20,169. Alrededor del 7,8% de la población estaban por debajo del umbral de pobreza.